# Stal chromowo-wanadowa
Stal chromowo-wanadowa (stal CrV) – specjalna odmiana stali, stosowana głównie w Europie. Używana  do produkcji narzędzi, np. kluczy i wierteł. 
W przypadku tej odmiany stali jej hartowność zostaje zwiększona poprzez zastosowanie chromu i wanadu jako dodatków stopowych.  Wykorzystanie połączenia tych dwóch pierwiastków  może także wytwarzać efekty synergiczne, które nie zostały jeszcze kompleksowo zdefiniowane.
Chrom gwarantuje odporność stali na korozję, utlenianie, ścieranie i dużą wytrzymałość w wysokiej temperaturze. Dodatek wanadu hamuje wzrost ziaren podczas obróbki termicznej, zwiększając jednocześnie ciągliwość zarówno postaci hartowanej, jak i odpuszczonej.
Właściwości stali chromowo-wanadowej są porównywalne ze stalą typu 8650.